# Eberhard Weichold
Eberhard Weichold (Dresda, 23 agosto 1891 – 19 novembre 1960) è stato un ammiraglio tedesco.

## Biografia
Weichold si arruolò nella Marina imperiale tedesca il 1º aprile 1911 come cadetto, completò il suo addestramento reclute su SMS Hertha e arrivò successivamente all'Accademia navale di Mürwik.
Durante la prima guerra mondiale svolse vari incarichi, tra i quali fu comandante del sottomarino SM UC-22. Il 10 agosto 1918 Weichold affondò la SS Polynesien mentre era al comando di SM UC-22; a causa dell'affondamento morirono diciassette persone.
Durante la seconda guerra mondiale Weichold, con il grado di contrammiraglio, prestò servizio come ufficiale di collegamento della Kriegsmarine nella sede della Regia Marina a Roma.
Negli anni 50 scrisse un opuscolo, "La Marina italiana in guerra, opinioni di un ammiraglio tedesco". Lo scopo esplicito di questo opuscolo era quello di confutare le tesi di Antonino Trizzino che tacciava di tradimento una parte dei vertici della Regia Marina.